# ¡Niños!
¡Niños!, el juego de rol de los niños de goma es un juego de rol español creado por Francisco Franco Garea y publicado por primera vez en 1995.

## Historia del juego
Antes de ser publicado ¡Niños! fue presentado por primera vez al público en las Barcelona Gen Con '94, celebradas en las atarazanas de la capital catalana del 11 al 13 de noviembre de 1994. En esas jornadas lúdicas, dedicadas a los juegos de rol y de tablero, el autor dirigió partidas de prueba de ¡Niños! (denominadas en inglés con el término playtesting) a jugadores provenientes del público asistente, haciendo más tarde mención de una de esas partidas en la que iba a ser la primera publicación del juego. Dicha primera publicación la llevó a cabo la editorial barcelonesa Joc Internacional pocos meses después al incluir el juego entre las páginas del número 45 de la revista Líder, correspondiente a enero de 1995. Años después, el 23 de abril de 2008, y con ocasión del Día Internacional del Libro, Franco Garea puso ¡Niños! en el dominio público. Desde entonces esta nueva publicación libre de derechos le ha dado una nueva popularidad y diferentes sitios web especializados lo han incluido en sus páginas, como Templo de Hécate, Zona Fandom, Rolgratis o Vidas paralelas e incluso algunos otros sitios web han incluido transcripciones enteras del juego entre sus páginas, como Otakumonichi y La guarida del dragón.

## Creación de personajes
En ¡Niños! los jugadores interpretan a niños que cursan la enseñanza primaria (el juego menciona la EGB, que en 1995 era todavía el ciclo de enseñanza primaria en España). ¡Niños! no atribuye pues edades a los personajes jugadores sino que les atribuye el curso escolar en el que están inscritos, curso comprendido entre 1° y 6°, excluyendo 7° y 8°, idea fácilmente adaptable hoy en día a los cursos equivalentes del actual sistema de educación primaria. Efectivamente en esos últimos cursos el alumnado ya empieza a alejarse del mundo de la infancia y a acercarse al de la pubertad y al de la adolescencia, por lo que los niños matriculados en esos cursos ya no se consideran aptos para ser personajes jugadores del juego.
Los niños interpretados en el juego están esencialmente descritos mediante cuatro características («aplomo», «picardía», «ser de goma» y «ser encantador»/«ser odioso», contando estas dos últimas, a efectos de juego, como una sola) y diez habilidades («buscar», «combate», «correr», «destreza», «esconder», «juegos de niños», «juegos de niñas», «trepar», «vehículos estables» y «vehículos inestables»). A estas características y habilidades corresponden unos valores numéricos comprendidos entre 1 y 5 para las características y entre 0 y 3 para las habilidades. En estas últimas cada valor numérico es un «nivel» («nivel 0», «nivel 1», «nivel 2» o «nivel 3»). En el momento de crear su niño el jugador dispone de 9 puntos a distribuir entre «aplomo», «picardía» y «ser de goma» y 6 a distribuir entre «ser encantador» y «ser odioso». Para las diez habilidades el jugador dispone de 10 puntos a distribuir, teniendo en cuenta que algunas tienen un valor básico de 0 y otras de 1. Existen además otros tipos de atributos numéricos de los personajes de ¡Niños!, como los «puntos de niño» y los «puntos de madre», útiles para salir de situaciones embarazosas propias al mundo de la infancia, sistema similar a los «puntos de héroe» del juego James Bond 007 o a los «puntos de Fuerza» del juego Star Wars.

## Sistema de juego
Una vez creado el personaje (un niño que cursa entre 1° y 6° de Educación Primaria) sus acciones en el juego se verán resueltas tanto mediante tiradas de característica como mediante tiradas de habilidad, cosa bastante inusual en un juego de rol pues en la mayor parte de juegos de rol las tiradas de dados realizadas para resolver acciones se efectúan mucho más sobre la base de los valores de las habilidades que sobre la base de los de las características. En el caso de las características de los niños de ¡Niños!, cuyo valor está comprendido entre 1 y 5, una tirada de dado de seis caras debe ser igual o inferior al valor de la característica para que la acción emprendida sea considerada como exitosa. La consecuencia de esta regla es que, para las tiradas de característica, un resultado de 1 es siempre un éxito y un resultado de 6 es siempre un fallo. En el caso de las habilidades el nivel de la habilidad indica qué tirada de dados ha de ser efectuada:
- Nivel 0: 1D3 (un dado de tres es una tirada de dado de seis en la que el 1 y el 2 cuentan como 1, el 3 y el 4 cuentan como 2 y el 5 y el 6 cuentan como 3)
- Nivel 1: 1D6 (un dado de seis caras)
- Nivel 2: 2D6 (dos dados de seis caras)
- Nivel 3: 3D6 (tres dados de seis caras)

Las acciones realizadas bajo tirada de habilidad se consideran un éxito si al menos uno de los resultados en el dado o dados es par (por lo que en el caso del nivel 0 un resultado de 6 ha de contar como impar). Si en la tirada no se obtiene ningún número par se considera que la acción es un fallo. En el caso de ser un éxito el número de resultados pares corresponde al grado de éxito resultante (un resultado par en un dado es un éxito de grado 1, dos resultados pares en dos dados es un éxito de grado 2 y tres resultados pares en tres dados es un éxito de grado 3. Será pues en función del grado de éxito de las tiradas que el director de juego concede al personaje situaciones de juego más o menos favorables para la partida en curso.

## Universo de juego
Una de las propiedades más innovadoras de ¡Niños! es el universo de ficción en el que tanto el director de juego como los jugadores imaginan sus partidas. En realidad la ficción del juego está expresada en dos niveles diferentes de ficción, uno comprendido en el interior del otro:
- Para empezar el director de juego describe al principio de cada partida un parque público (de cualquier pueblo o ciudad, eso no importa) en el que se encuentra jugando el grupo de niños constituido por los personajes de los jugadores. El padre, la madre, la niñera, hermano o hermana mayor, tutor u otro adulto responsable de cada niño está presente en ese parque mientras los niños juegan y se divierten, o al menos mientras lo intentan, pues los miedos, llantos y pataletas propios de la infancia también pueden resultar de la aplicación de las reglas del juego, en contra de la voluntad de los jugadores.

- Como acaba de indicarse el director de juego establece en inicio de partida la situación concreta de un grupo de niños que juegan en un parque... y entra entonces en juego el talento interpretativo e imaginativo de los jugadores, que deberán imaginar que son niños que a su vez imaginan vivir aventuras en un mundo de ficción y de aventura elaborado por ellos mismos, como lo hacen los niños reales. Los elementos presentes en el parque, descritos todos ellos por el director de juego (toboganes, columpios, juguetes aportados por los adultos etc.) pueden entonces convertirse, mediante la imaginación de los niños interpretados por los jugadores (es decir... ¡la de los jugadores!), en naves espaciales, castillos, pistolas de rayos láser, espadas y escudos etc. Cada partida de ¡Niños! puede por lo tanto desarrollarse en una infinidad de mundos posibles, el único límite siendo el de la imaginación de los jugadores.

Esta división de las partidas en dos niveles de ficción narrativa hace de ¡Niños! uno de los primeros juegos de rol narrativos españoles en constituir un «metarrelato» (o «metaficción», una ficción imaginada dentro de una ficción), al estilo del juego Las extraordinarias aventuras del barón de Munchausen que es estadounidense y además posterior (publicado en Estados Unidos en 1998 y traducido al castellano y publicado en España en 2001 por la editorial madrileña La Factoría de Ideas). En función de las situaciones descritas por la narración conjunta elaborada entre director de juego y jugadores, las tiradas de dados y las reglas de ¡Niños! se aplicarán tanto al mundo «real» en el que viven los niños del juego como al mundo imaginado por estos. En lo referente a golpes recibidos en peleas, caídas u otra clase de daños físicos, las reglas del juego no prevén la aparición de heridas importantes y mucho menos la muerte de los personajes, todo lo más alguna «pupa» o llanto pasajero. Esto se debe a que el autor del juego ha manifestado su voluntad de que en ¡Niños! deba crearse una atmósfera distendida que homenajea el mundo onírico, inocente y desbordante de imaginación propio de la infancia. Como lo dice el dicho popular español, retomado por el subtítulo del juego, «los niños son de goma, no se rompen nunca», lo cual es cierto en la medida en que en muchas ocasiones lloran más por razones de trauma psicológico que por razones de trauma físico.

## Cubierta e ilustraciones
La ilustración de cubierta del juego y sus ilustraciones interiores, cubierta publicada inicialmente en la página 29 del número de enero de 1995 de la revista Líder, fueron realizadas por un ilustrador habitual de Líder: Albert Monteys, director de la revista El Jueves de 2006 a 2011.

## Sobre el autor
Francisco Franco Garea fue un colaborador importante de la revista Líder en los años 90, cuando empezaban a ser creados los primeros juegos de rol de autoría española. Desde las páginas de Líder fue por ejemplo uno de los primeros en reseñar juegos como Ragnarok (1992) o ¡Piratas! (1994), antes de convertirse él mismo en autor de un juego de rol. Además Franco Garea no ha abandonado nunca el mundo de los juegos: creó en 2005 el juego de tablero Café Race (ganador de una mención honorable en la edición 2007 de la entrega de los premios Jugamos Tod@s) y participa activamente en encuentros y jornadas relacionados con los juegos de tablero y de rol.